# Salacia miegei
Espèce
Classification phylogénétique
Statut de conservation UICN

 VU  : Vulnérable
Salacia miegei est une espèce de plante du genre Salacia et de la famille des Celastraceae.